# Exochus bryanti
Exochus bryanti là một loài tò vò trong họ Ichneumonidae.